# Kanton Conflans-en-Jarnisy
Kanton Conflans-en-Jarnisy (fr. Canton de Conflans-en-Jarnisy) byl francouzský kanton v departementu Meurthe-et-Moselle v regionu Lotrinsko. Tvořilo ho 25 obcí. Zrušen byl po reformě kantonů 2014.

## Obce kantonu
- Abbéville-lès-Conflans
- Affléville
- Allamont
- Béchamps
- Boncourt
- Brainville
- Bruville
- Conflans-en-Jarnisy
- Doncourt-lès-Conflans
- Fléville-Lixières
- Friauville
- Giraumont
- Gondrecourt-Aix
- Hannonville-Suzémont
- Jarny
- Jeandelize
- Labry
- Mouaville
- Norroy-le-Sec
- Olley
- Ozerailles
- Puxe
- Saint-Marcel
- Thumeréville
- Ville-sur-Yron